# Gotthard Bauer

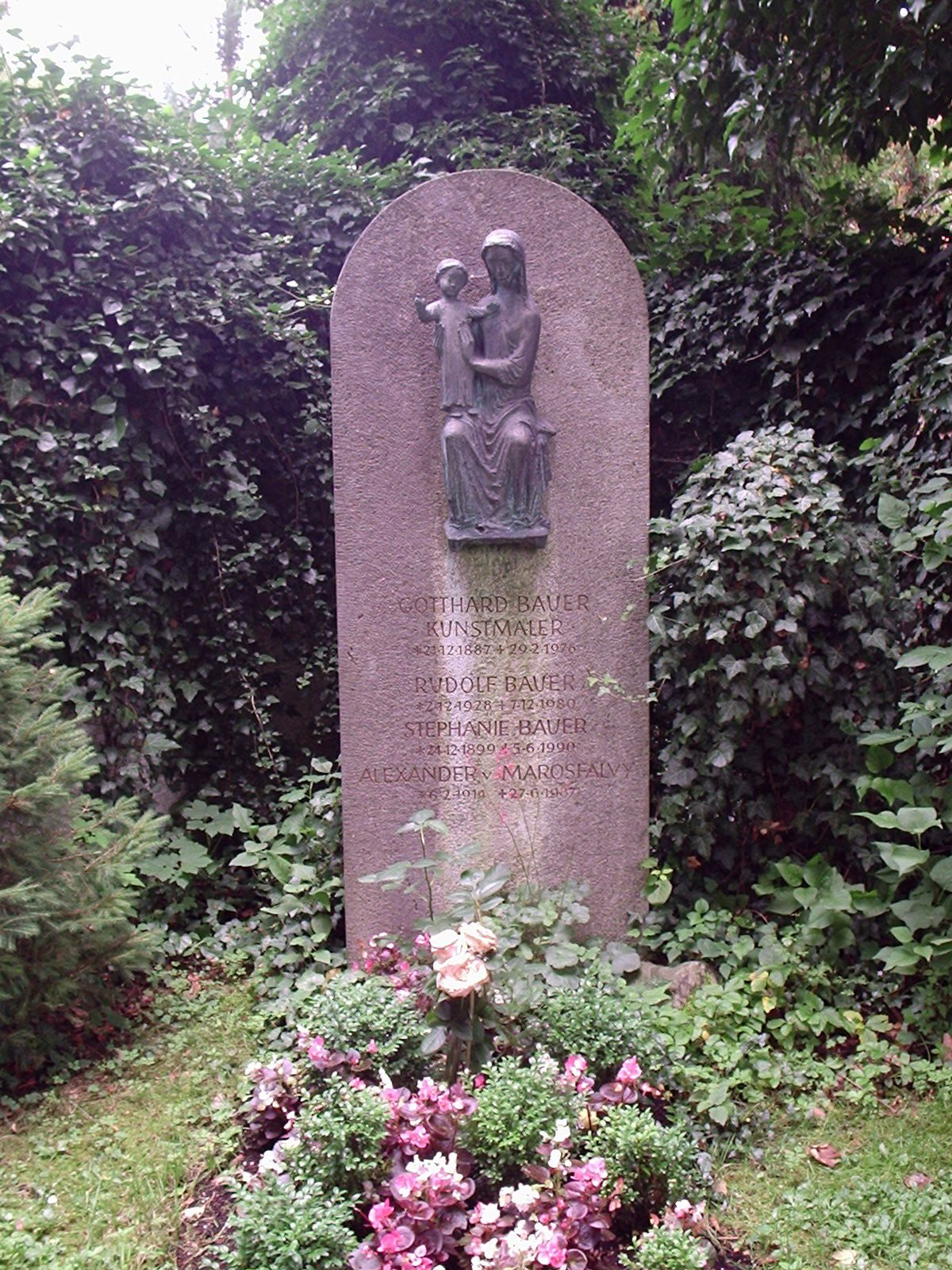
Bauers Grabstätte im Friedhof Solln, München. Die Madonna am Grabstein ist von Franz Mikorey.

Gotthard Bauer  (* 21. Dezember 1887 in Schaufling; † 29. Februar 1976 in München)
war ein deutscher Maler und Restaurator.
Er war hauptsächlich
als Tafelbild- und Freskenmaler und als Restaurator in bayerischen Kirchen, daneben auch
als Aquarellmaler tätig.

## Leben
Gotthard Bauer absolvierte eine Lehre als Maler und studierte an der
Akademie der Bildenden Künste München.
Nach einem Aufenthalt in den Vereinigten Staaten wurde er
1930 Inhaber einer Kirchenmalfirma in Solln bei München und verlegte 1936 auch seinen Wohnsitz dorthin.
Gotthard Bauer war verheiratet und hatte zwei Kinder.

## Werke
Zu den zahlreichen Wirkungsorten als Maler von Tafelbildern und Fresken gehören zum Beispiel
- St. Martin (Mertingen) – „Totentanz“-Zyklus an der Brüstung der Doppelempore (1921)
- Pfarrkirche St. Heinrich und St. Gunther, Schönbrunn am Lusen – Wandgemälde (zirka 1930/35) in der Apsis (Evangelisten) und am Chorbogen (Heiligenschau)
- St. Vitus (Erlingshofen) – Fresken
- Pfarrkirche St. Josef, Marktredwitz – Abendmahlbild, Kreuzweg
- Friedhofskirche St. Johannis (Tirschenreuth) – Totentanz
- Pfarrkirche Mariä Geburt, Mariaposching – Deckengemälde

Während seiner Zeit in den Vereinigten Staaten malte er Fresken in
- Saints Peter and Paul Roman Catholic Church, Milwaukee
- Cathedral Basilica, St. Louis

Als Restaurator war er unter anderem tätig in
- Grabkirche (Deggendorf) – Wiederherstellung der weitgehend zerstörten großen Fresken
- Augustinerchorherrenstift St. Nikola (Passau)
- St.-Anna-Kapelle (Passau) – Freilegung von Deckenfresken aus der Renaissance-Zeit